# Henryk Jaroszewicz
Henryk Michał Jaroszewicz (ur. 1974 w Gliwicach) – śląski językoznawca, socjolingwista i specjalista języków południowosłowiańskich (serbokroatysta) i polonista. Doktor hab. nauk humanistycznych, profesor Uniwersytetu Wrocławskiego. 

## Życiorys
Ukończył Technikum Kolejowe w Gliwicach (1995) oraz Uniwersytet Opolski w Opolu (1999). Na opolskiej uczelni obronił pracę doktorską Nowe tendencje normatywne w standardowych językach chorwackim i serbskim (2003). Był asystentem, a potem adiunktem w Katedrze Slawistyki działającej w ramach Instytutu Filologii Polskiej na Wydziale Filologicznym Uniwersytetu Opolskiego. W latach 2001–2004 pełnił funkcję lektora i wykładowcy języka polskiego na Uniwersytecie w Zagrzebiu. Od 2005 r. jest związany z Uniwersytetem Wrocławskim, gdzie w 2017 r. uzyskał stopień doktora habilitowanego na podstawie monografii Derywacja frazeologiczna w języku polskim i serbskim. Obecnie jest zatrudniony na stanowisku profesora w Instytucie Filologii Słowiańskiej na Wydziale Filologicznym Uniwersytetu Wrocławskiego.
Jest socjolingwistą, serbokroatystą, polonistą, autorem czterech monografii oraz przeszło trzydziestu artykułów naukowych i rozdziałów monografii. Publikuje felietony popularnonaukowe na portalu internetowym Wachtyrz.eu. Bada współczesną historię języków południowosłowiańskich i zachodniosłowiańskich, zajmuje się polityką językową i ekologią językową, poświęca uwagę badawczą pograniczom gramatyki oraz frazeologii. Jest autorem pierwszego w historii naukowego opracowania kodyfikującego język śląski Zasady pisowni języka śląskiego (2022).
Był pomysłodawcą (2012) i członkiem-założycielem Rady Języka Śląskiego (2023–2024).

## Najważniejsze publikacje

### Języki południowosłowiańskie
- Nowe tendencje normatywne w standardowych językach chorwackim i serbskim (Opole 2004)
- Jugosłowiańskie spory o status języka serbsko-chorwackiego w latach 1901–1991 (Wrocław 2006)
- Прилози историји српскохрватског језика (Београд 2012)
- Derywacja frazeologiczna w języku polskim i serbskim (Wrocław 2016)

### Język śląski
- Literacko-jynzykowŏ erbowizna Gōrnego Ślōnska – in spe, (w:) „Kiedy umrze ślōnsko gŏdka”, red. M. Musiał, M. Rosa, Katowice, 2019, s. 85–91
- Rozwój języka Górnoślązaków w XXI wieku. Szkic socjolingwistyczny, „Zeszyty Łużyckie”, LIII, 2019, s. 25–42
- Krytyka prób emancypacji śląszczyzny. Płaszczyzna prawno-ustrojowa, społeczno-polityczna i personalna, „Slavica Wratislaviensia”, CLXIX, 2019, s. 137–166
- Zasady pisowni języka śląskiego. Studium normatywne (Siedlce 2022)

## Życie prywatne
Ślązak z urodzenia i wyboru. Publicznie deklaruje się jako Ślązak, jest członkiem Stowarzyszenia Osób Narodowości Śląskiej. Mąż, ojciec trojga dzieci. Mieszka w Legnicy.